# Métro de Wenzhou

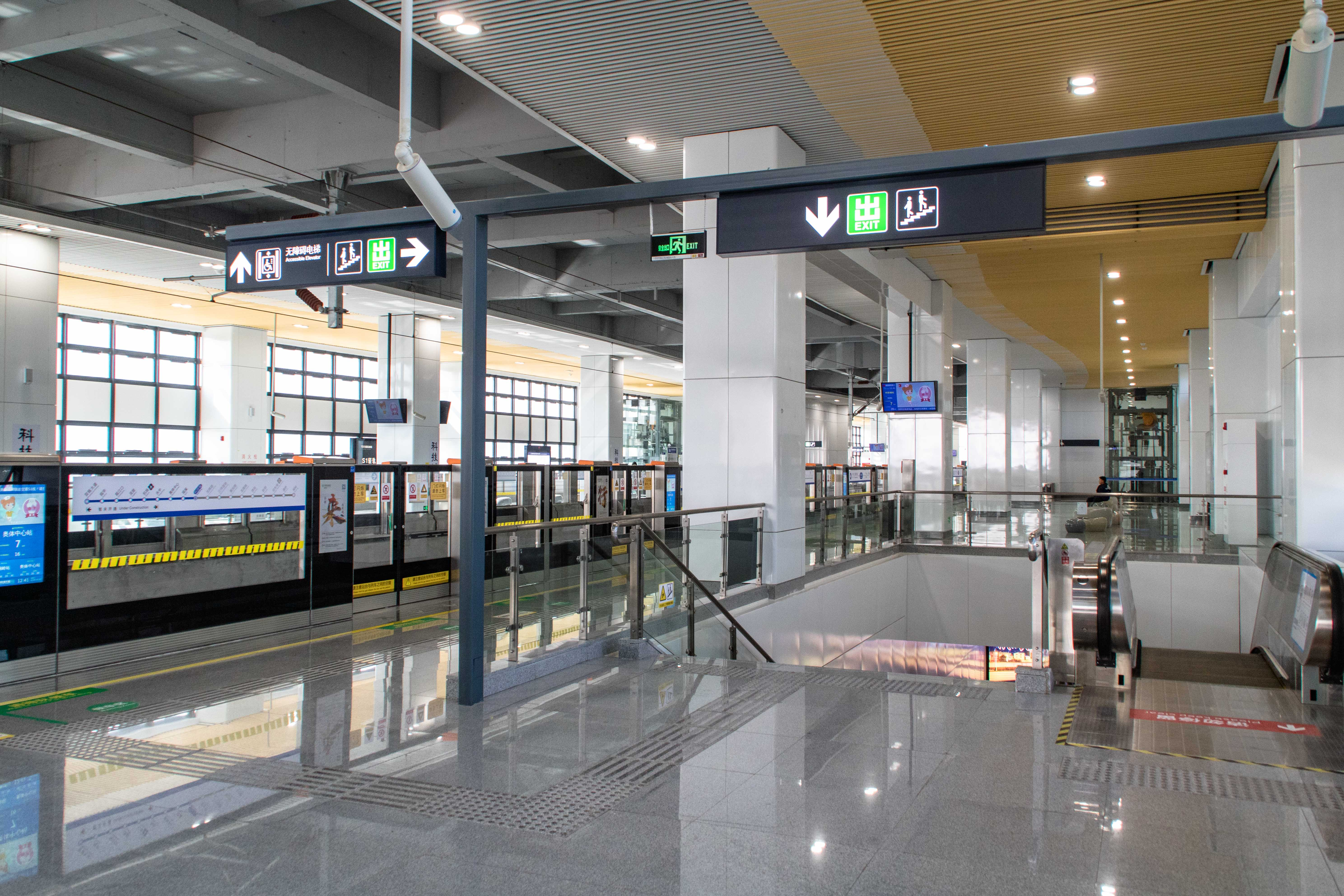
Quai à la station Kejicheng.

Le métro de Wenzhou (chinois : 温州轨道交通, pinyin : Wēnzhōu Guǐdào Jiāotōng) est un réseau de trains de banlieue (S) et de métro (M) desservant la ville de Wenzhou, province de Zhejiang, en Chine, en cours de développement dont la première ligne longue de 34,4 kilomètres et comprenant 12 stations a été inaugurée le 23 janvier 2019.
Six lignes ont été proposées, avec une longueur totale de 361,8 kilomètres dont trois ont reçu l'approbation du gouvernement national pour la construction. Les trois premières lignes devraient coûter environ 50 milliards de yuans.

## Première phase: les lignes S1, S2 et S3
La première phase du métro de Wenzhou a reçu une approbation officielle de la Commission nationale du développement et de la réforme en septembre 2012. Trois lignes sont développées dans le cadre de cette phase comprend trois lignes -  S1, S2, et S3 -  avec une longueur totale de 140,7 km.
La ligne S1 va de Panqiao dans l'ouest, via la gare de Wenzhou-Sud, jusqu'à l'aéroport international de Wenzhou-Longwan à l'est puis sur l'île de Lingkun dans un second temps. Elle est longue de 51,9 km et comprend 20 stations. La construction du tunnel de Shitan de la Ligne S1 a commencé le 11 novembre 2011  et la construction du reste de la ligne a commencé officiellement en mars 2013. Ligne S1 devait à l'origine ouvrir en octobre 2018,. La première section de la ligne S1 a été inaugurée le 23 janvier 2019. Elle est longue de 36,48 km et comprend 12 stations. Elle circule en banlieue, principalement en viaduc avec quelques sections souterraines. La ligne complète devrait être inaugurée en 2019.
La première phase de la ligne S2 commence à Xiatang à Yueqing jusqu'à la station Renmin Road à Rui'an, pour un total de 63 km et 20 stations, incluant une à l'aéroport international de Wenzhou Longeant, en correspondance avec la ligne S1. La construction de la S2 a commencé en janvier 2016.
La première phase de la ligne S3 commence à Shenyang Boulevard, où la ligne sera connecté à la Ligne S2, et se terminera à la gare Aojiang, pour un total de 20 km et 7 stations.

## Projets et extension
Trois lignes supplémentaires sont prévues, mais elles n'ont pas encore reçu l'approbation du gouvernement central :
- La ligne S4 est prévue du nord-ouest au sud-est, de Tengqiao à la gare Huanghua où la ligne sera connectée à la ligne S2. La longueur totale sera de 47,15 km, avec 10 stations de métro. Sa longueur totale est prévue 47.15 kilomètres, avec 10 stations.
- La ligne M1 est prévue du sud-ouest au nord-est. Elle reliera le centre-ville avec le district d'Ouhai et la Gare de Wenzhou-Sud. Sa longueur totale est prévue 57,3 km, avec 32 stations.
- Ligne M2 est prévu du nord-ouest en direction du sud-est, elle relira le centre-ville avec le district de Longwan et des secteurs au sud du fleuve Ou. Sa longueur totale sera de 35,2 km, avec 24 stations.

## Matériel roulant
| Ligne    | Stations de métro       | Stations de métro          | Ouverture       | Longueur km | Nb de Stations |
| -------- | ----------------------- | -------------------------- | --------------- | ----------- | -------------- |
| Ligne S1 | Tongling (Ouhai)        | Shuang'ou Avenue (Dongtou) | 23 janvier 2019 | 53,5        | 19             |
| Ligne S2 | Qingdong Road (Yueqing) | Dongshan (Rui'an)          | à définir       | 62,9        | 20             |

## Galerie

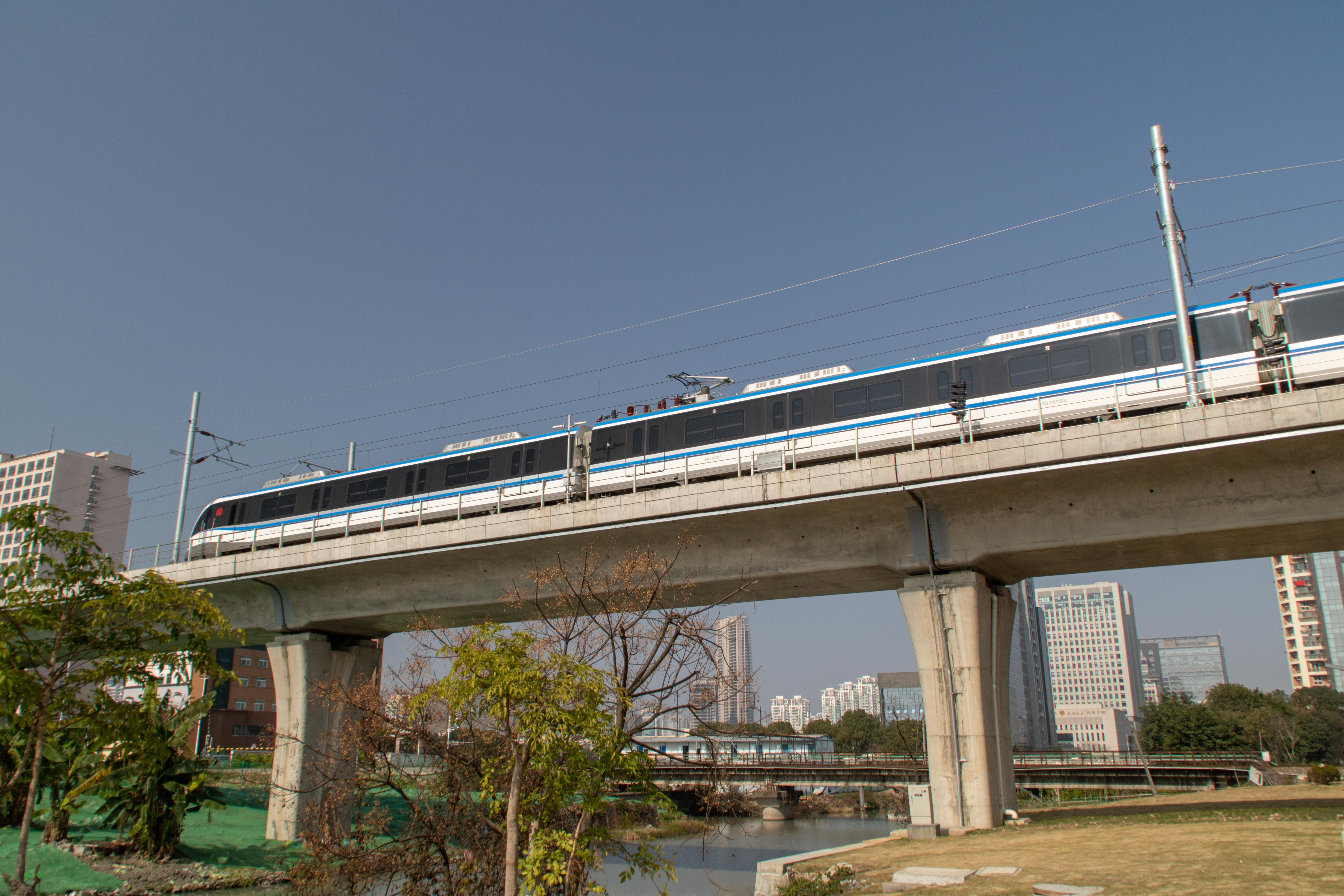
Rame sur viaduc près de la station de la rue Huimin (ligne S1)
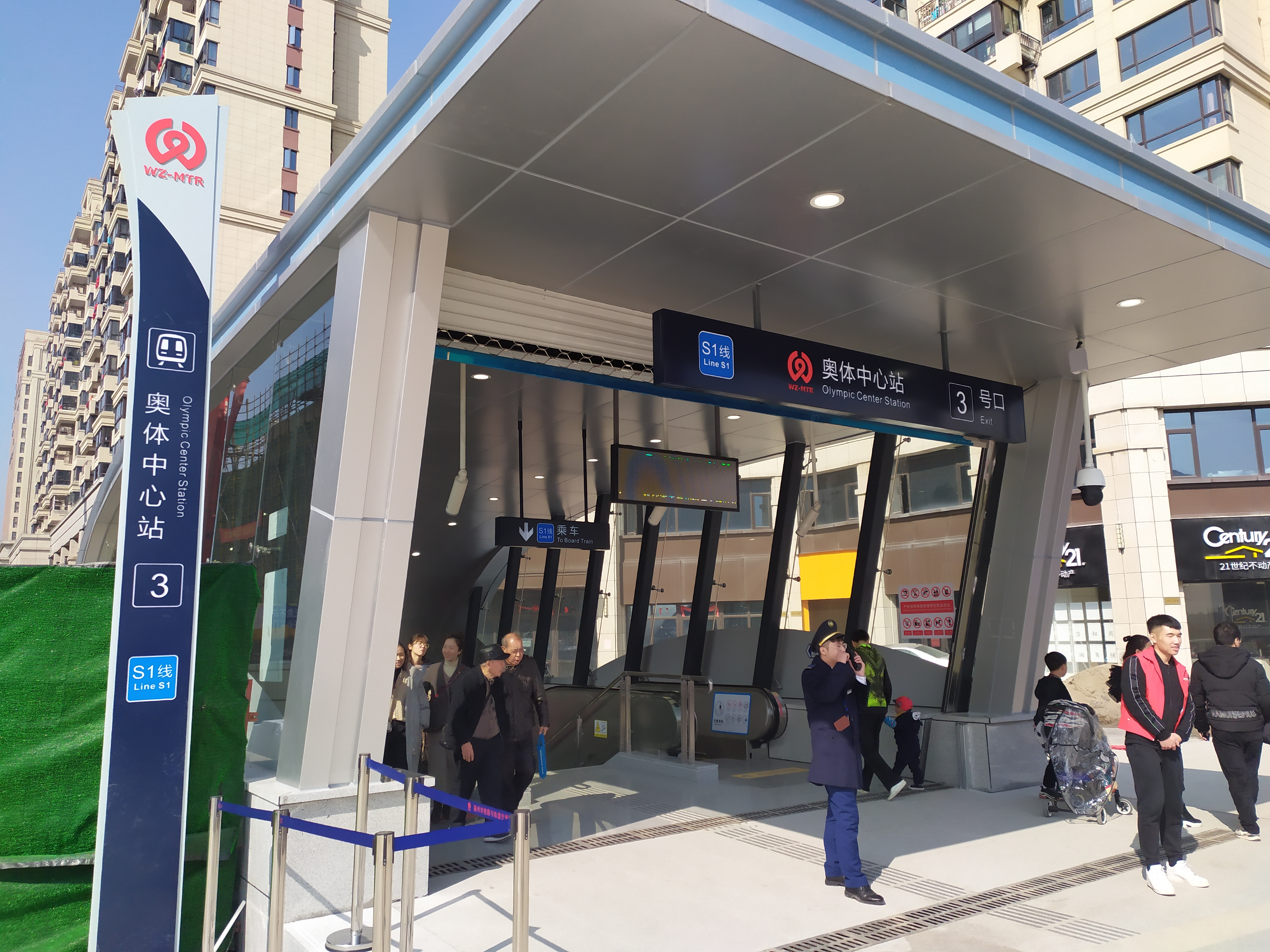
Entrée de la station du centre Olympique (ligne S1)
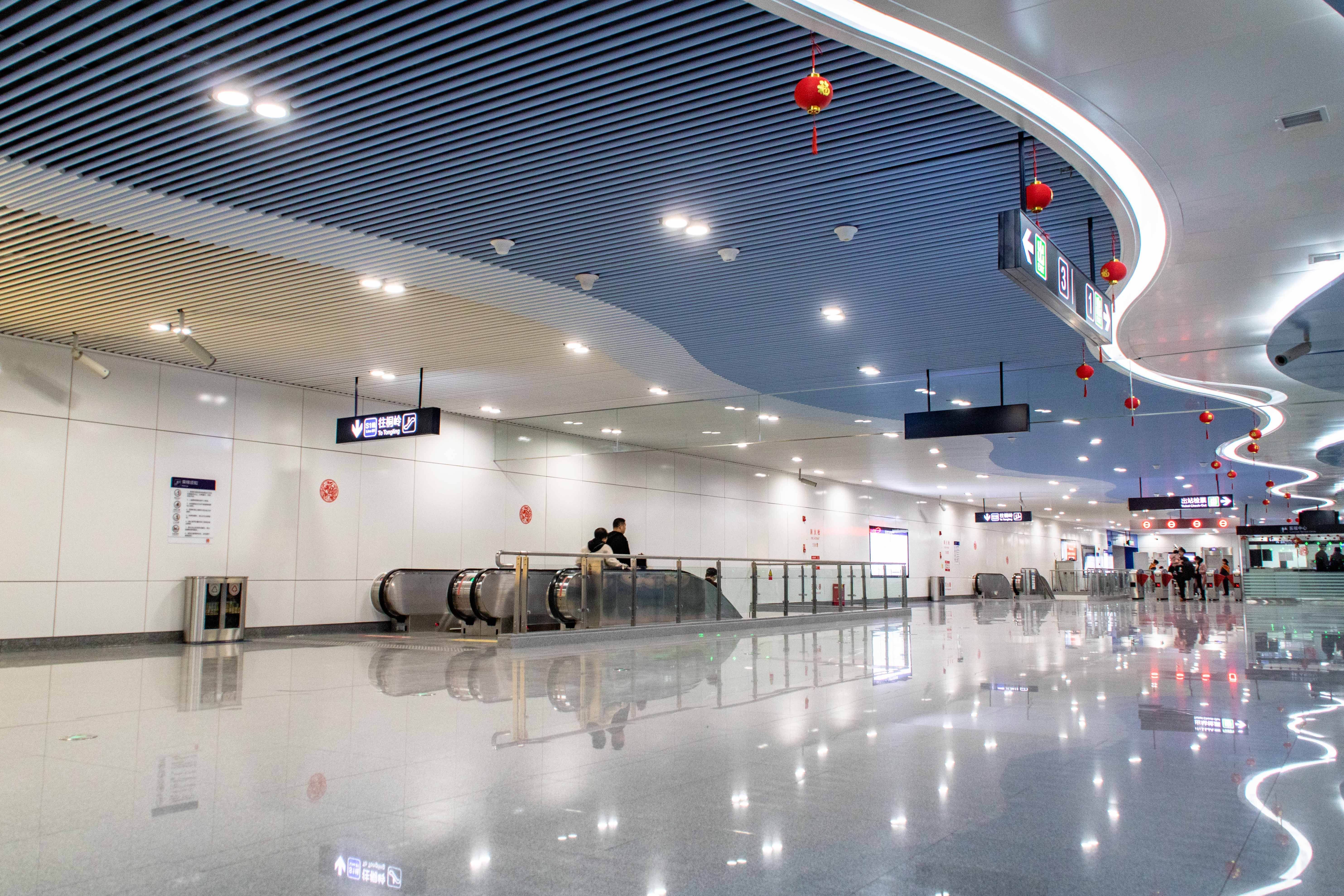
Hall de la station du centre olympique (ligne S1)
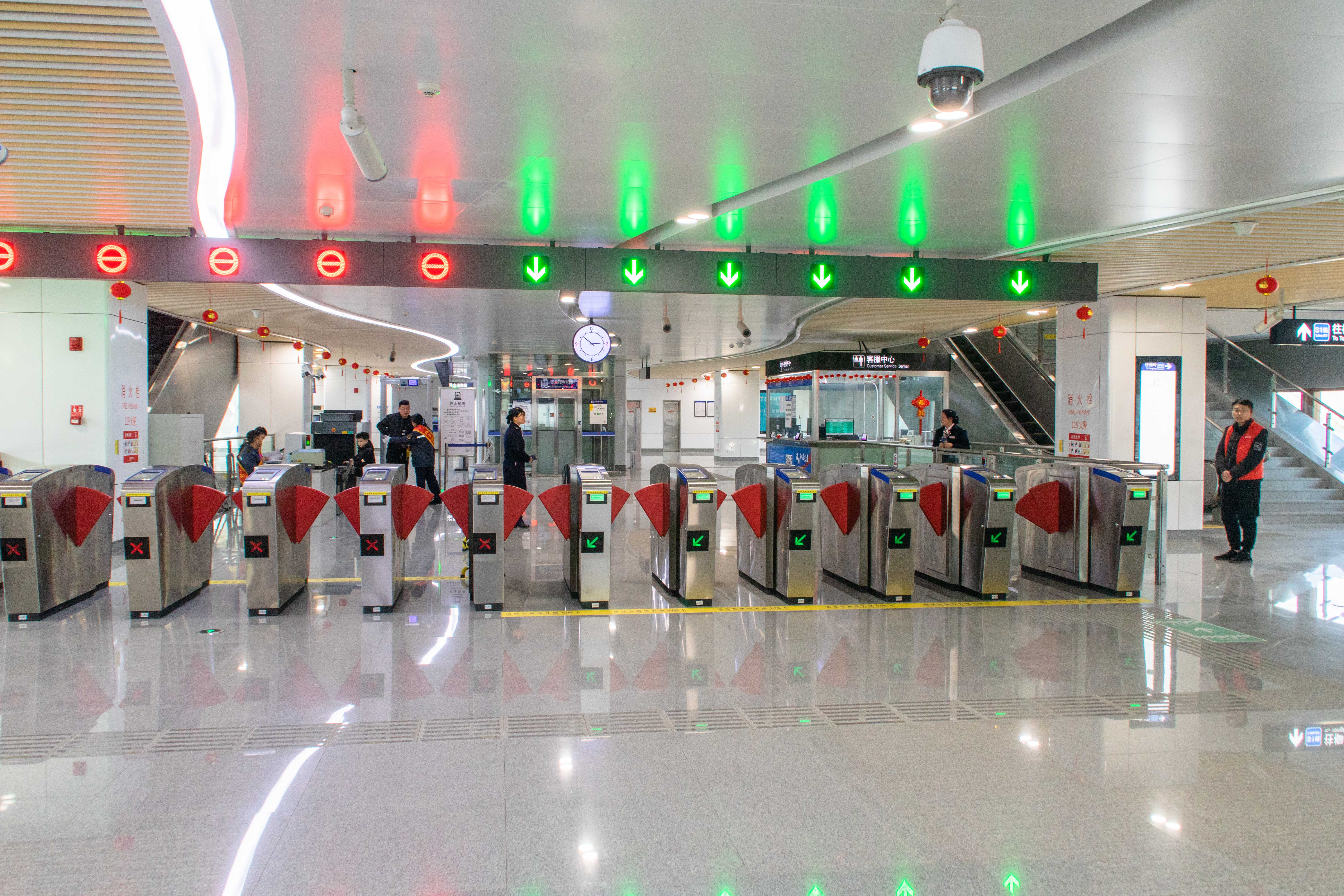
Portillons à la station Xinqiao (ligne S1)
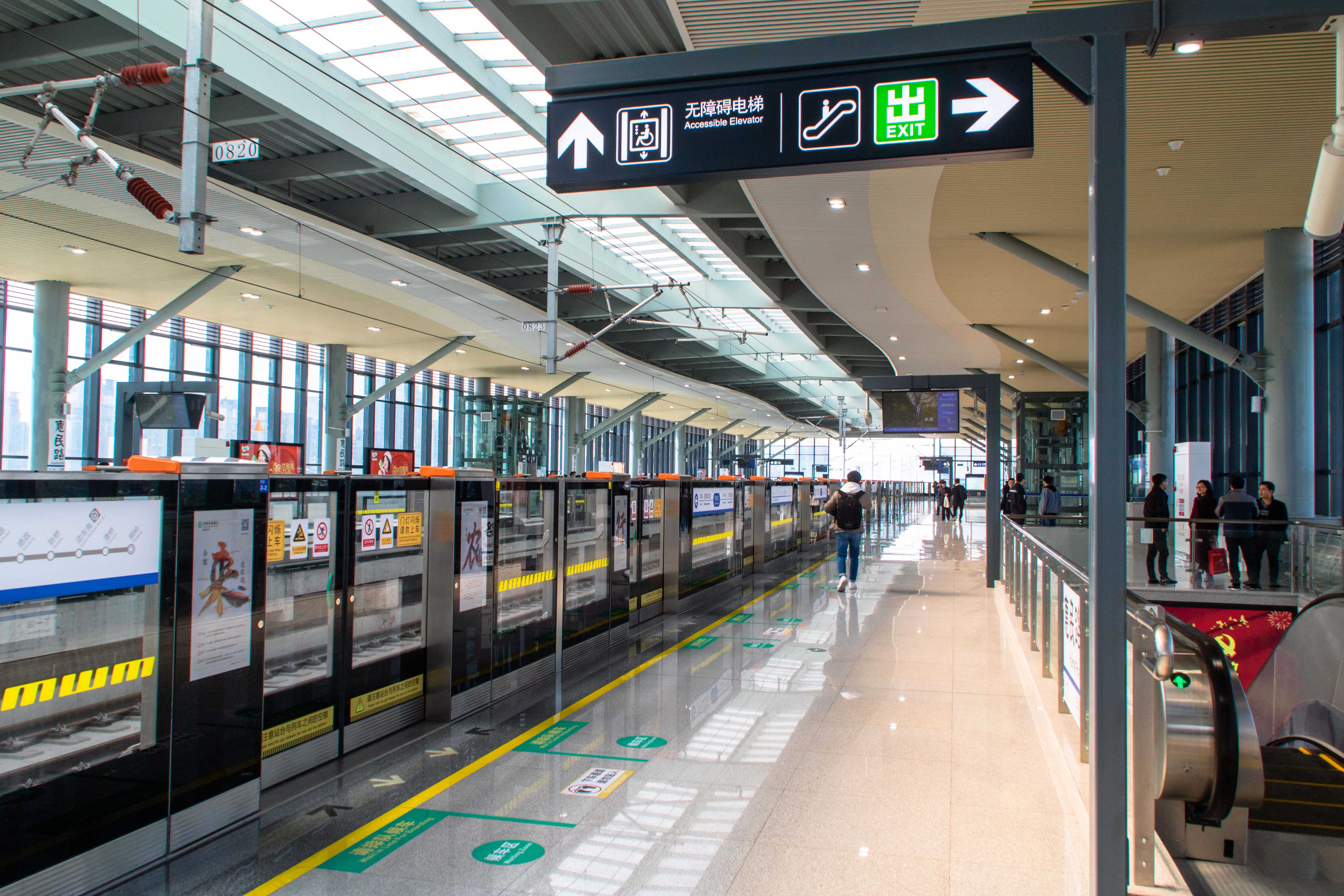
Quai avec portes de la station de la rue Huimin (ligne S1)